# 张石高速公路
张家口-石家庄高速公路（冀高速编号S010、S69），是一条位于河北省的高速公路，连接河北省的省会石家庄市及北部城市张家口市，全长584公里，途经石家庄市、保定市、张家口市。2012年12月22日，张石高速保定市涞源南互通至易县西陵互通段通车后，张石高速全线贯通。
根据国家和省级高速公路命名和编号规则，该高速张家口段（万全区 京藏高速互通-蔚县张保界）编号为 张石高速张家口段，保定段（涞源县张保界-涞源西互通）编号为 张石高速保定段。张家口市沽源县冀蒙界至万全区 京藏高速互通段属 海张高速的一部分。保定市涞源县涞源西互通至涞源南互通段属 荣乌高速的一部分，保定市涞源县涞源南互通至涞水互通段属 涞涞高速的一部分，涞水枢纽至石家庄市曲阳桥互通段属 京昆高速的一部分，曲阳桥互通至 黄石高速互通段属 石家庄绕城高速的一部分。
张石高速是河北省公路建设“十五”规划的重要组成部分，是河北省高速公路网主骨架 “五纵、六横、七条线”规划中“五纵”的重要组成部分，是河北省政府“6+3”项目之一。

## 分段介绍

### 张家口段
张石高速张家口段起于张家口市沽源县冀蒙界，止于蔚县张家口、保定界，全长260.8公里，全线位于张家口市辖区内，自北向南贯穿全市，途经沽源县、张北县、万全区、桥西区、宣化区、阳原县、蔚县。其中罗家洼互通至化稍营镇共35.8公里与 宣大高速共线。

#### 走线
张石高速张家口段始于冀蒙界三号地村西，与锡张高速相连，之后沿 207国道西侧南下布线，经沽源县九连城、察北管理区，张北县郝家营、蔡家庄、龙王庙，抵达张北县西北面的赐儿山，再向南经张北县、万全区、高新区、宣化县，于宣化县罗家洼与 宣大高速并线，转向西南方向，经深井镇抵达化稍营镇与宣大高速分流，之后折向南面，穿越桑干河、壶流河，途经阳原县、蔚县的八个乡镇，抵达保定市涞源县界，连接 涞涞高速。

#### 历史
张石高速分三期建设。2004年8月，张石高速一期（张北至罗家洼互通段）开工；二期工程（化稍营至蔚县张保界段）于2005年9月7日开工；三期自张北县至沽源县冀蒙界。
2006年12月10日，张石高速张家口一期通车，全长90.23公里，概算总投资28.6亿元；2007年11月6日，张家口段二期通车，全长76.929公里，概算总投资46.5亿元；2011年10月28日，张家口段三期正式通车，全长57.813公里，标志着张石高速张家口段全线贯通。

### 保定段
张石高速公路保定段起于涞源县伊家铺村北的张保界，途经涞源县、易县、涞水县、高碑店市、定兴县、徐水区、满城区、顺平县、唐县、曲阳县，止于曲阳县晓林镇西保石界，路线全长261.8公里。保定段共分为两部分建设：涞源（张保界）至涞水段长约126.2公里，涞水至曲阳（保石界）长约135.6公里。

#### 涞源张保界至涞水段
张石高速涞源（张保界）至涞水段长约126.2公里，为张石高速保定段二期工程。分为三段建设：2010年10月25日，涞源南互通至张保界段通车，该段于2007年9月30日开工建设，全长33.5公里；2011年12月23日，于2009年开工建设的涞水县涞水互通至西陵镇段通车，全长26.54公里；2012年12月22日，涞源南互通至西陵互通段通车，全长66.7公里。

#### 涞水至曲阳保石界段
涞水至曲阳（保石界）长约135.6公里，为张石高速保定段一期工程，其与密涿支线（涞水互通至 首都环线高速涿州南互通，长25.95公里）于2008年11月同步建成通车。

### 石家庄段
张石高速石家庄段起自行唐县南桥镇北龙岗村保石界，止于鹿泉经济开发区南新城村，全长约61.3公里。其与支线（曲阳桥互通至 新元高速拐角铺互通，长15.65公里）于2005年11月18日开工建设，2008年7月8日建成通车。